# Hans Victor von Unruh

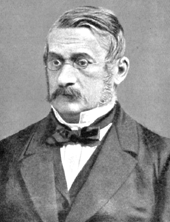
Hans Victor von Unruh.

Hans Victor von Unruh, född 28 mars 1806 i Tilsit, död 4 februari 1884 i Dessau, var en tysk politiker.
Unruh ägnade sig åt väg- och vattenbyggnadsverksamhet först i preussiska statens tjänst, men från 1844 för enskildas räkning samt byggde 1844–47 Berlin–Potsdam–Magdeburg- och 1846–51 Magdeburg–Wittenberg-järnvägarna. 
Under marsoroligheterna 1848 fick Unruh plats i preussiska nationalförsamlingen, där han anslöt sig till centern och i oktober samma år valdes till president. Då församlingen flyttades till Brandenburg an der Havel, uppmanade han sina anhängare till "passivt motstånd" (genom att ej infinna sig där). År 1849 blev han ledamot av andra kammaren, där han gick i opposition mot regeringen, sedan denna olagligen förklarat Berlin i belägringstillstånd; konflikten medförde kammarens upplösning (april samma år). Han drog sig nu från politiken efter att i en broschyr, Erfahrungen aus den drei letzten Jahren (1851), skarpt ha klandrat mellanpartiernas politik. 
Unruh ägnade sig därefter åt industriella företag, bland annat som ledare 1857–74 för en stor järnvägsvagnsfabrik i Berlin. Åren 1863–81 var han representant i Preussens deputeradekammare och 1867–79 i Nordtyska förbundets riksdag och tyska riksdagen samt tillhörde först Deutsche Fortschrittspartei, i vars bildande han tagit del, sedermera Deutsche Nationalliberale Partei, alltid en mycket betydande medlem av sitt parti, på sistone försonad med Otto von Bismarcks förut av honom häftigt bekämpade politik.